# Maribor városi község
Maribor városi község Szlovénia 212 (2012) alapfokú közigazgatási egységének, azaz községének, illetve ezen belül a 11 városi községnek egyike, központja Maribor, az ország második legnagyobb városa. Lakosainak száma 112 395 fő (2020. július 1.).

## Települései
A városi községhez tartozó települések a következők: Bresternica, Celestrina, Dogoše, Gaj nad Mariborom, Grušova, Hrastje, Hrenca, Jelovec, Kamnica, Košaki, Laznica, Limbuš, Malečnik, Maribor, Meljski Hrib, Metava, Nebova, Pekel, Pekre, Počehova, Razvanje, Ribniško selo, Rošpoh, Ruperče, Srednje, Šober, Trčova, Vinarje, Vodole, Vrhov Dol, Za Kalvarijo, Zgornji Slemen, Zrkovci.

## Híres személyek
- Itt hunyt el id. Otmar Reiser (1792-1868) politikus, polgármester.
- Pekrén (Pickern) hunyt el ifj. Otmar Reiser (1861-1936) ornitológus.[2]

## Fordítás
- Ez a szócikk részben vagy egészben  a   Mestna občina Maribor című szlovén Wikipédia-szócikk ezen változatának fordításán alapul.  Az eredeti cikk szerkesztőit annak laptörténete sorolja fel. Ez a jelzés csupán a megfogalmazás eredetét és a szerzői jogokat jelzi, nem szolgál a cikkben szereplő információk forrásmegjelöléseként.

## Népesség
| Lakosok száma | 111 490 | 112 642 | 111 170 | 110 946 | 111 115 | 111 735 | 110 543 | 110 461 | 112 095 | 112 395 |
|               | 2008    | 2009    | 2011    | 2012    | 2013    | 2015    | 2016    | 2017    | 2019    | 2020    |